# Мил Хол (Пенсилванија)
Мил Хол (енгл. Mill Hall) град је у америчкој савезној држави Пенсилванија.

## Демографија
По попису из 2010. године број становника је 1.613, што је 45 (2,9%) становника више него 2000. године.
| Група             | 2000.         | 2010.         |
| Белци             | 1.554 (99,1%) | 1.577 (97,8%) |
| Афроамериканци    | 1 (0,1%)      | 5 (0,3%)      |
| Азијати           | 4 (0,3%)      | 11 (0,7%)     |
| Хиспаноамериканци | 2 (0,1%)      | 8 (0,5%)      |
| Укупно            | 1.568         | 1.613         |